# Epikurejstvo
Epikurejstvo je filozofski sustav kojeg je stvorio Epikur, posljednji antički filozof. Epikur je osnovao školu u jednom od atenskih vrtova koja je vrlo brzo dobila ime Epikurov vrt, a epikurejci "filozofi iz vrta".
Epikur filozofiju shvaća kao djelatnost koja istraživanjem i razmišljanjima pomaže u ostvarivanju sreće u životu. Etika je vrhunac filozofije, a logika i fizika su samo sredstva da se pronađe smisao života. Dvije osnovne karakteristike Epikurove filozofije su atomizam i hedonizam.
Epikurejska fizika je proizašla iz Demokritovog atomističkog sustava koji potječe iz 5. stoljeća pr. Kr.
Jedine stvari koje postoje su tijela i prostor;  i jedno i drugo u beskonačnom broju. Prostor čini apsolutna praznina, koja omogućava kretanje, dok je tijelo sastavljeno od nedjeljivih čestica, „atoma“. Atome je dalje moguće mjeriti preko skupova apsolutnih minimuma, krajnjih jedinica veličine. Atomi su u stalnom kretanju, stalne brzine i pošto se nalaze u praznom prostoru, ne postoji ništa što bi ih usporilo. Stabilnost je sveobuhvatno svojstvo spojeva, koje formiraju velike grupe atoma preko složenih obrazaca složenih kretanja. Kretanje se sastoji od tri principa: težine, kolizija i minimalnog slučajnog pokreta ili zaokreta, koji započinje nove obrasce kretanja i onemogućava determinizam. Atomi kao posebne jedinice, posjeduju samo primarna svojstva, oblik, veličinu i težinu. Sva druga sekundarna svojstva, kao što je na primjer boja, nastaju izvan atomskih spojeva. Budući da ovise jedan o drugom, nije ih moguće dodati na popis samopostojećih stvari, ali to ne znači da nisu stvarni. Naš svijet, kao nebrojeni drugi svjetovi, je slučajno stvoreno sjedinjenje, ograničenog trajanja. Ne postoji neki božji um iza njega. Na bogove treba gledati kao na idealna bića, modele epikurejskog načina života i prema tome udaljene od našeg interesa.
Osnovna tvrdnja epikurejske teorije spoznaje (kanonike) je da su sva opažanja reprezentativno (ne propozicionalno) istinita. U paradigmatičnom slučaju prizora, tanke trake atoma se konstantno izlijevaju iz promatranih tijela i naše oči mehanički registriraju one koje do njih dospijevaju povezujući ih u jednu cjelinu, ali ih ne intepretiraju. Ti primarni vizualni podaci imaju neospornu vrijednost. Ali zaključci koji iz njih proizlaze o prirodi vanjskih objekata podrazumijevaju rasuđivanje, i tu stižemo do mjesta gdje se mogu dogoditi greške. Prema tome, opažanja služe kao jedan od tri kriterija, zajedno s osjećajima, kriterijem o vrijednostima i prirodno stečenim općim koncepcijama (prolēpseis). Na temelju evidencije opažaja, posjedujemo sposobnost zaključivanja o prirodi mikroskopskih i dalekih fenomena. Nebeski fenomen, na primjer, ne može se smatrati božjom tvorevinom i iskustvo nam nudi mnoštvo adekvatnih modela preko kojih dolazimo do prirodnog objašnjenja. Osnove koje su protivne konzistentnosti izravno promatranog fenomena, nazivaju se ouk antimarturēsis, nedostatak protuevidencije. Paradoksalno, kada više alternativnih objašnjenja istog fenomena prođe test, sva moraju biti prihvaćena kao istinita. U ovom slučaju kada se primijene temeljna počela fizike, samo jedna teorija prolazi test.
U epikurejskoj etici, uživanje se smatra dobrom i našim životnim ciljem, kojem su podređene sve druge vrijednosti. Bol je jedino zlo, a međustanja ne postoje.

## Vanjske poveznice
- Lukrecije Kar - Stanfordova enciklopedija filozofije